# Per-Olof Arvidsson
Pour les articles homonymes, voir Arvidsson.
Per-Olof Arvidsson, né le 18 décembre 1864 à Augerum (Suède) et mort le 30 août 1947 à Stockholm (Suède), est un tireur sportif suédois.

## Palmarès

### Jeux olympiques
- Jeux olympiques d'été de 1908 à Londres :
  -  Médaille d'argent en tir à la carabine libre par équipes.
- Jeux olympiques d'été de 1912 à Stockholm :
  -  Médaille d'or en tir au cerf courant coup simple à 100 m par équipes.